# Polygonum norvegicum
Polygonum norvegicum är en slideväxtart som först beskrevs av Gunnar Samuelsson, och fick sitt nu gällande namn av G. Samuelsson och Lid. Polygonum norvegicum ingår i släktet trampörter, och familjen slideväxter. Inga underarter finns listade i Catalogue of Life.